# 康奈爾 (伊利諾伊州)
康奈爾（英語：Cornell）是位於美國伊利諾伊州利文斯頓縣的一個村落。

## 地理
康奈爾的座標為40°59′27″N 88°43′47″W / 40.99083°N 88.72972°W，而該地最高點為海拔高度193米（即633英尺）。

## 人口
根據2010年美國人口普查的數據，康奈爾的面積為1.66平方千米，當中陸地面積為1.66平方千米，而水域面積為0.00平方千米。當地共有人口467人，而人口密度為每平方千米281人。